# 스크레이퍼

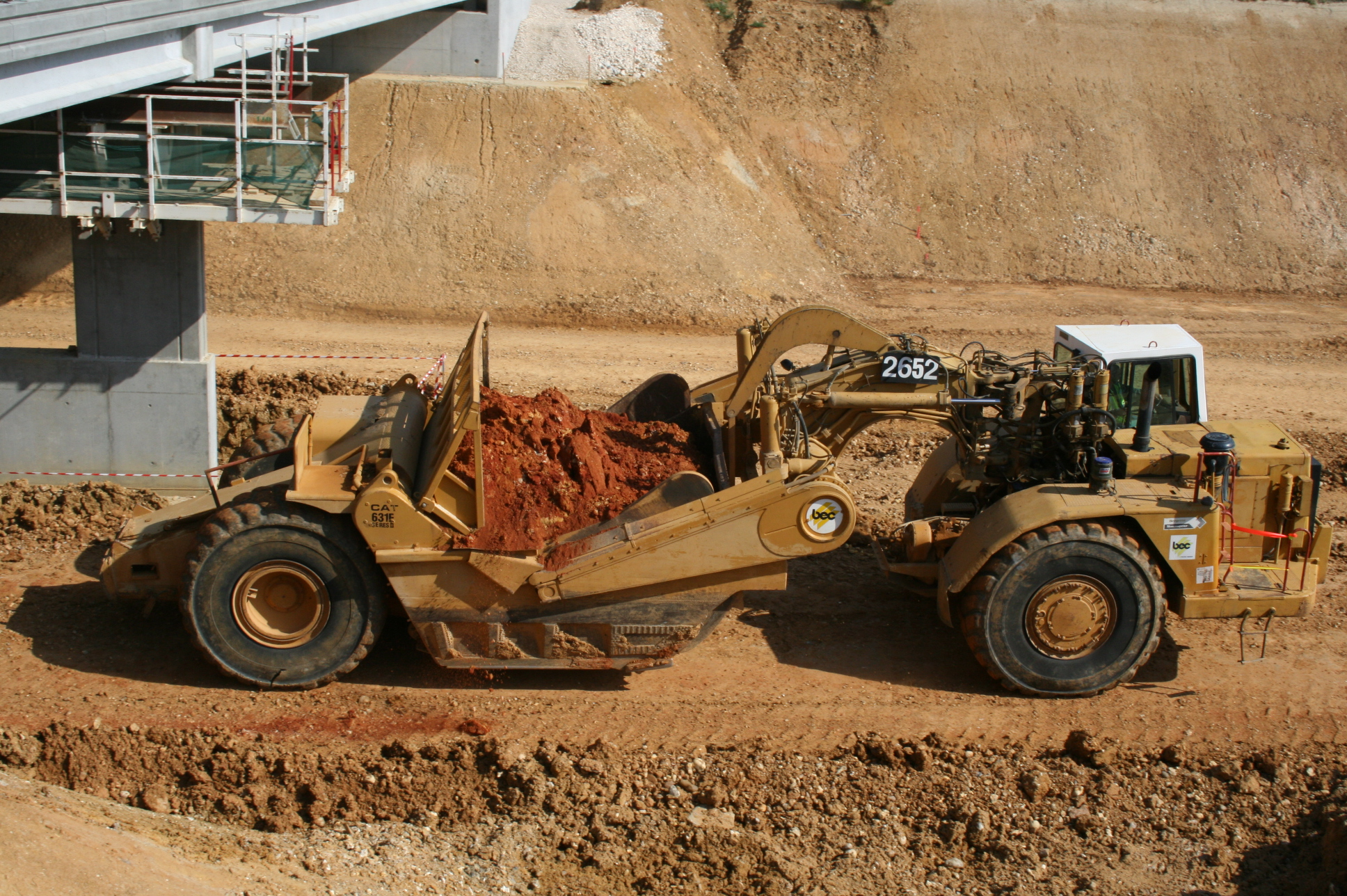
스크레이퍼

스크레이퍼(scraper)는 땅을 고르는 중장비이다.
앞바퀴와 뒷바퀴 사이에 큰 강철로 된 짐 싣는 곳을 가지고 있으며, 트랙터 또는 불도저 등에 견인되면서 짐 싣는 상자의 앞부분의 문짝을 아래와 위로 움직여서 얕게 수평으로 토사를 떠 올리고, 다른 장소로 왔을 때에는 짐상자 뒷부분의 판자를 움직여 흙을 배출하여 땅을 고르게 한다. 굴착·적하(積荷)·운반·살포(撒布)·흙다짐 등 일련의 작업을 동시에 할 수도 있다. 짐상자 속에는 8 ~ 15m3에 10 ~ 25t까지 토사를 수용할 수 있다. 단단한 토질에는 적합하지 않으나 작업능력이 크므로 최근에는 대규모의 토목공사에 흔히 쓰인다.

## 같이 보기
- 모터그레이더